# Faites de la magie
Faites de la magie est un jeu vidéo sorti sur Nintendo DS le 14 mars 2008 en Europe.
Quelques mini-jeux ont été repris pour la DSiWare, au prix de 200 Nintendo Points.

## Système de jeu

### Modes de jeux
Le mode Magie solo permet de jouer à 8 tours de magie seul qui sont : Carte Fugitive / Du Bout du Doigt / Brise de Saison / Toc-toc / Surprise à la Carte / Yoga des Doigts / Gemmes Magiques / Astre Renversant
Le mode En scène permet de faire 13 tours de magie à un public : Deux Bougies / Bon Choix / Main Télépathe / Aux Ordres du Magicien / Carte du Destin / Génie Canin / Drôle de Tête / Test d'Affinités / Yeux Extralucides / Œuf Mystère / Duo Epatant / Ecriture Automatique / Carte Enchantée
Le mode Pratique de la magie permet de jouer à des mini-jeux ou de s'entrainer seul à réaliser des tours : Quatre Coins / Les Jumeaux / Horoscope du Jour / Carte Enchantée: leçon / Symboles Inversés: niv. 1 / Symboles Inversés: niv. 2 / Symboles Inversés: niv. 3 / Horloge Interne: 10 s. / Horloge Interne: 30 s. / Horloge Interne: 60 s.

## Version DSiWare

Logo de Une pause avec... Faites de la magie: Drôle de tête

Cette version limitée, sortie le 1er mai 2009 intègre les modes suivants :
Le mode Drôle de tête consiste à dessiner un visage qui annoncera la carte qu'un spectateur aura choisi auparavant.
Dans le mode Carte fugitive (Tour bonus), La console fait un tour de magie seule, sans l'aide du joueur. Consiste à faire disparaitre une carte que le spectateur a pensé auparavant.
Le mode "?" contient 7 pages de trucs de magiciens. .

## Accueil
| Site          | Note  |
| ------------- | ----- |
| Jeuxvideo.com | 13/20 |
| JeuxActu.com  | 7/20  |
| Gamekult      |       |